# Dodie Smith

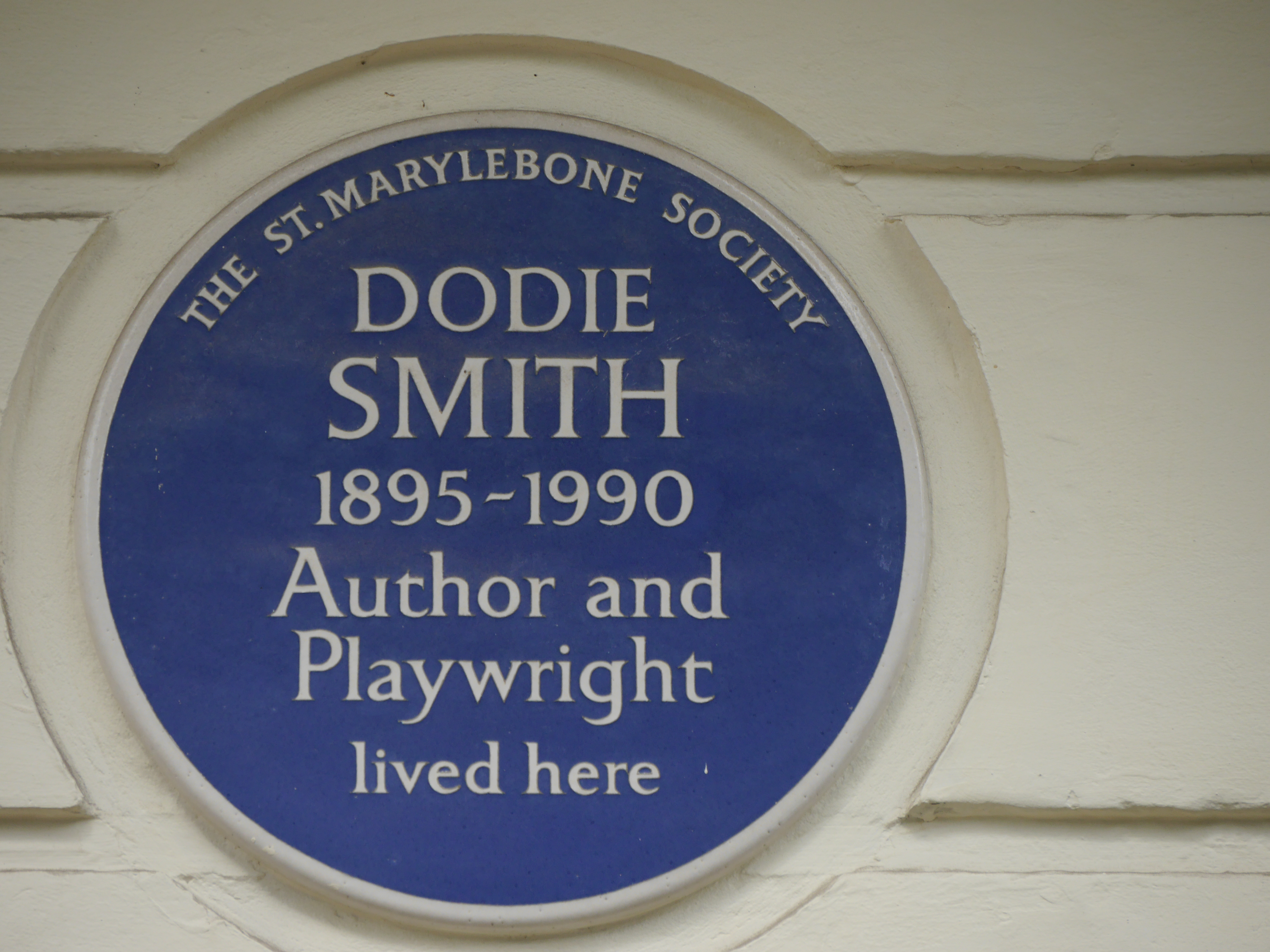
Zdjęcie tablicy na budynku w Londynie, w którym mieszkała Dodie Smith (18 Dorset Square)

Dorothy Gladys "Dodie" Smith (ur. 3 maja 1896, zm. 24 listopada 1990) – brytyjska autorka powieści oraz sztuk teatralnych, najbardziej znana jako autorka powieści dla dzieci 101 dalmatyńczyków.

## Życiorys
Przyszła na świat w hrabstwie Lancashire. Gdy miała 14 lat zmarł jej ojciec. Wraz z matką przeniosły się do Londynu, gdzie matka ponownie wyszła za mąż. Dodie studiowała w Royal Academy of Dramatic Arts i próbowała kariery aktorskiej, aczkolwiek z niewielkim skutkiem. Po dorywczych pracach jako sprzedawczyni zabawek i pracownica sklepu meblowego zwróciła się w stronę pisarstwa. W 1931 opublikowała swoją pierwszą sztukę teatralną Autumn Crocus (pod pseudonimem C.L. Anthony). Po sukcesie tejże mogła poświęcić się literaturze. W okresie II wojny światowej przebywała wraz z mężem w USA. W 1948 opublikowała swoją pierwszą powieść Zdobywam zamek (I Capture the Castle). Jej najsłynniejsze dzieło 101 dalmatyńczyków ukazało się w 1956 i doczekało się licznych ekranizacji.

## Publikacje

### Autobiografie
- Look Back with Love: a Manchester Childhood (1974)
- Look Back with Mixed Feelings (1978)
- Look Back with Astonishment (1979)
- Look Back with Gratitude (1985)

### Powieści
- Zdobyłam zamek (I Capture the Castle) (1949)
- 101 dalmatyńczyków (The Hundred and One Dalmatians) (1956)
- The New Moon with the Old (1963)
- The Town in Bloom (1965)
- It Ends with Revelations (1967)
- The Starlight Barking (1967)
- A Tale of Two Families (1970)
- The Girl from the Candle-lit Bath (1978)
- The Midnight Kittens (1978)

### Sztuki teatralne
- Autumn Crocus (1931)
- Service (1932)
- Touch Wood (1934)
- Call it a Day (1935)
- Bonnet Over the Windmill (1937)
- Dear Octopus (1938)
- Lovers and Friends (1943)
- Letter from Paris (1952)
- Zdobyłam zamek (I Capture the Castle) (1954)
- These People, Those Books (1958)
- Amateur Means Lover (1961)